# Aleuroduplidens santali
Aleuroduplidens santali là một loài côn trùng cánh nửa trong họ Aleyrodidae, phân họ Aleyrodinae.
Aleuroduplidens santali được Martin miêu tả khoa học đầu tiên năm 1999.